# 烏貝蘭迪亞
烏貝蘭迪亞（葡萄牙語：Uberlândia）是巴西的城市，位於該國東南部，由米納斯吉拉斯州負責管轄，始建於1888年8月31日，面積4,115平方公里，海拔高度863米，受熱帶氣候影響，2010年人口604,013。

## 外部連結
- Official Uberlandia Government Website （页面存档备份，存于）